# الخط الزمني لرئاسة دونالد ترامب
دونالد ترمب، الجمهوري من أصل نيويوركي، والذي نقل خلال رئاسته الأولى مقر إقامته الرئيسي إلى فلوريدا، انتخب رئيسًا للولايات المتحدة في عام 2016. تم تنصيبه في 20 يناير 2017، ليصبح الرئيس الخامس والأربعين للبلاد، وانتهت رئاسته في 20 يناير 2021، بتنصيب جو بايدن.
ثم انتخب لولاية ثانية غير متتالية في عام 2024، ومن المتوقع أن يتولى الرئاسة مرة أخرى في 20 يناير 2025، ليصبح الرئيس السابع والأربعين للبلاد.
 تتناول المقالات التالية الجدول الزمني لرئاستي ترمب الأولى والثانية، والوقت الذي سبق كل منهما:

## الرئاسة الأولى (2017–2021)
- ماقبل الرئاسة: 2015–2017
  - حملة دونالد ترامب الرئاسية 2016
  - الانتقال الرئاسي الأول لدونالد ترامب
- الرئاسة الأولى: 2017
  - أول 100 يوم من رئاسة دونالد ترامب
  - الجدول الزمني لرئاسة دونالد ترامب (الربع الأول من عام 2017)[الإنجليزية]
  - الجدول الزمني لرئاسة دونالد ترامب (الربع الثاني من عام 2017)[الإنجليزية]
  - الجدول الزمني لرئاسة دونالد ترامب (الربع الثالث من عام 2017)[الإنجليزية]
  - الجدول الزمني لرئاسة دونالد ترامب (الربع الرابع من عام 2017)[الإنجليزية]
- الرئاسة الأولى: 2018
  - الجدول الزمني لرئاسة دونالد ترامب (الربع الأول من عام 2018)[الإنجليزية]
  - الجدول الزمني لرئاسة دونالد ترامب (الربع الثاني من عام 2018)[الإنجليزية]
  - الجدول الزمني لرئاسة دونالد ترامب (الربع الثالث من عام 2018)[الإنجليزية]
  - الجدول الزمني لرئاسة دونالد ترامب (الربع الرابع من عام 2018)[الإنجليزية]
- الرئاسة الأولى: 2019
  - الجدول الزمني لرئاسة دونالد ترامب (الربع الأول من عام 2019)[الإنجليزية]
  - الجدول الزمني لرئاسة دونالد ترامب (الربع الثاني من عام 2019)[الإنجليزية]
  - الجدول الزمني لرئاسة دونالد ترامب (الربع الثالث من عام 2019)[الإنجليزية]
  - الجدول الزمني لرئاسة دونالد ترامب (الربع الرابع من عام 2019)[الإنجليزية]
- الرئاسة الأولى: 2020–2021
  - الجدول الزمني لرئاسة دونالد ترامب (الربع الأول من عام 2020)[الإنجليزية]
  - الجدول الزمني لرئاسة دونالد ترامب (الربع الثاني من عام 2020)[الإنجليزية]
  - الجدول الزمني لرئاسة دونالد ترامب (الربع الثالث من عام 2020)[الإنجليزية]
  - الجدول الزمني لرئاسة دونالد ترامب (الربع الرابع من عام 2020)[الإنجليزية]

## الرئاسة الثانية (تبدأ في عام 2025)
- ماقبل الرئاسة: 2022–الوقت الحاضر
  - حملة دونالد ترامب الرئاسية 2024
  - الانتقال الرئاسي الثاني لدونالد ترامب